# Raphitoma andrehoaraui
Raphitoma andrehoaraui is een slakkensoort uit de familie van de Raphitomidae. De wetenschappelijke naam van de soort werd voor het eerst geldig gepubliceerd in 2020 door Pelorce en Horst.